# Livin' on a Prayer
Singles de Bon Jovi
You Give Love a Bad Name
(1986) Wanted Dead or Alive
(1987)
Livin' on a Prayer est un morceau de l'album Slippery When Wet de Bon Jovi. Pierre angulaire du long succès du groupe Bon Jovi, et véritable signature du groupe, Livin' on a Prayer est désormais considéré comme un classique de la musique de variété anglo-saxonne. Le titre est repris dans les jeux Rock Band 2 et Guitar Hero World Tour.

## Historique
Au terme des premiers enregistrements, le chanteur Jon Bon Jovi n'apprécie pas cette chanson. C'est le guitariste Richie Sambora qui le convainc d'enregistrer une nouvelle version. Sorti fin octobre 1986, Livin' on a Prayer atteint le sommet des ventes américaines le 14 février 1987, à l'occasion de la Saint-Valentin, une coïncidence remarquable puisque le sujet de la chanson se trouve être un couple. 
Le succès du titre est propulsé par une vidéo réalisée par Wayne Isham, qui se termine par un bain de foule de Jon Bon Jovi au milieu d'un public en délire. Après le succès initial de You Give Love a Bad Name (numéro 1 aux États-Unis, pendant une semaine fin novembre 1986), Livin' on a Prayer tiendra quatre semaines au sommet du hit-parade, et catapultera Bon Jovi au rang de vedettes planétaires du hard rock, au même titre que Mötley Crüe.
Les paroles décrivent la vie d'un couple de la classe ouvrière, Tommy et Gina, qui peine à joindre les deux bouts à l'époque de Ronald Reagan. Tommy est au chômage technique en raison d'une grève de ses collègues dockers, tandis que Gina travaille dans un wagon-restaurant. Pour faire face à leur quotidien difficile, ils n'ont que leur courage, leur amour et leur solidarité.
Accusé de critiquer implicitement les syndicats d'ouvriers à travers les paroles de la chanson (qui suggèrent que la grève des ouvriers syndiqués pourrait être à l'origine des malheurs de Tommy), Jon Bon Jovi s'en est défendu, affirmant au contraire s'être inspiré des politiques économiques de l'époque dans la composition de ses paroles. Il a décrit la chanson, ainsi que le couple Tommy et Gina, comme un hommage aux gens issus de la classe ouvrière qu'il a côtoyés dans le New Jersey. La vie de la classe ouvrière demeure d'ailleurs un thème cher à Jon Bon Jovi, qui l'a évoquée dans plusieurs chansons.

## Composition du groupe
- Jon Bon Jovi – chants
- Richie Sambora – guitare
- Alec John Such – basse
- David Bryan – claviers
- Tico Torres – batterie